# Vicente Garcés Sanruperto
Vicente Garcés Sanruperto   (Alcàsser, 1943 - València, 29 de gener de 2007) fou un neurocirurgià i sindicalista valencià.
Va ser secretari general de la Confederació Estatal de Sindicats Mèdics (CESM) entre 1989 i 1996.
Es va llicenciar en medicina per la Universitat de València el curs acadèmic 1968-1969. Després de dos anys com a professor ajudant de la càtedra d'Anatomia de la Facultat de Medicina de la mateixa universitat (1969-1971), es va especialitzar en neurocirurgia i va obtenir-ne el doctorat el 1972. Va realitzar treballs d'investigació sobre la «Irradiació hipofisiària amb rajos ultraviolats» amb els que va estudiar els efectes d'aquests rajos sobre el cercle neuroendocrí.
Després d'uns anys a Madrid, el 1975 va treballar en el servei de neurocirurgia de l'hospital de La Fe de València i va arribar a ser membre fundador de la Societat de Neurocirurgia de Llevant i soci de la Societat Luso-Espanyola d'aquesta especialitat. El 1982 començà la seua activitat sindicalista afiliant-se en el Sindicat Mèdic Independent de València (actual CESM-CV), del qual esdevé part del comité executiu tres anys després i va ocupar-ne la secretaria general en juny de 1989. L'any 1996 torna a València, continua treballant en el servei de neurocirurgia de La Fe i és nomenat president d'honor del sindicat mèdic de València.
A Alcàsser era conegut també pel malnom familiar de Petener. Va morir a València el 29 de gener de 2007, als 62 anys.